# Oued Smar
Oued Smar è un comune dell'Algeria, situato nella provincia di Algeri.